# صيام رقمي

الصيام الرقمي هو وقت بدون أجهزة رقمية، مثل الهواتف الذكية

يشار إلى الصيام الرقمي على أنه فترة من الزمن يمتنع الإنسان فيها -بمحض إرادته- عن استخدام الأجهزة الرقمية: الهواتف الذكية، وأجهزة الكمبيوتر، ومنصات التواصل الاجتماعي، وغيرها. اكتسب هذا الصيام شعبيةً؛ نظرًا لزيادة الأفراد في استخدام الأجهزة الرقمية.

## الخلفية
أظهرت نتائج استطلاع أجرته شركة ديوليت أن نحو 59% من مستخدمي الهواتف الذكية يتصفحون منصة تواصل اجتماعي واحدة كل 5 دقائق قبل ذهابهم للنوم، وفي غضون 30 دقيقة من استيقاظهم.

## الدوافع
تشمل دوافع القيام بالصيام الرقمي الآتي:
- القلق بشأن تطور السلوك الإدماني الذي يعتبره البعض اضطراب إدمان الإنترنت.
- السعي إلى تقليل التوتر والقلق الناجمين عن الإفراط في استخدام التكنولوجيا.[6]
- زيادة اليقظة الذهنية.
- تحسين قدرة الفرد على التعلم.[7][8]

## صيام وسائل التواصل الاجتماعي
صيام وسائل التواصل الاجتماعي هو فرع من فروع الصيام الرقمي، وفيه يمتنع الإنسان عن استخدام وسائل التواصل الاجتماعي لفترة من الزمن بمحض إرادته.